# 熊泽蕃山
熊泽蕃山（日语：／ Kumazawa Banzan */?，1619年—1691年）是日本江戶時代前期的一名阳明学家。

## 经历
熊泽蕃山于1619年（元和5年）生于山城国稻荷，是浪人野尻一利的长男，8岁时过继给水户藩的熊泽守久，成为养子，因此改姓熊泽。16岁时，他离开水户藩，通过池田辉政的女婿丹後国宫津藩主京極高廣的介绍，前往备前国冈山藩为辉政的孙子池田光政效力。1642年，熊泽蕃山前往近江国小川村（現滋贺县高島市）求学于阳明学者中江藤树。学成后，熊泽又于1645年重新通过京极推荐回到冈山藩，并被池田光政任命为側役、享有知行300石。
熊泽蕃山对佛教持排斥立场并批判寺請制度、支持儒家神道并提倡通过神社代替佛教寺院掌控百姓、从而消除基督教的影响。1650年，他成为享有知行3000石的上士，并升职为鉄砲組番頭，并开始与津田永忠一同辅佐池田光政开展藩政改革，在他的指导下，冈山藩确立了保护山林、救济贫困农民等政策，并开设了岡山藩藩学的前身花畠会。熊泽蕃山认为解决武士阶层的贫困问题需要恢复自然经济、限制武士的流动，制止过度的新耕地开拓。但是，他激进的藩政改革措施遭到了保守派家老的反对，开始与藩主池田光政产生分歧。同时，他的阳明学理念也导致了他受到了朱子学者林罗山等人的批评。被迫退隐至和气郡寺口村（現冈山县備前市蕃山）。
1657年，在江户幕府以及冈山藩的压力下，他离开冈山，前往京都开设私塾，但是不久后就被京都所司代牧野親成驱逐出京都，前往大和国吉野山。此后，他一直辗转于日本各地，同时也通过著述批评幕府的参勤交代与兵農分離政策。1687年，熊泽蕃山因批判幕政的著作《大学或問》被幽禁在下总国古河藩古河城，尽管如此，在此期间他仍然向古河藩主松平忠之以及同藩家老、藩士传授了治山治水技術，他的幽禁生活持续到1691年逝世。